# Anna Henneberg
Anna Henneberg (28. Februar 1867 in Gernrode – 3. Dezember 1931 in München) war eine deutsche Opernsängerin (Mezzosopran) und Gesangspädagogin.

## Leben
Anna Henneberg wurde von Lilli Lehmann, Johanna Wagner-Jachmann und Emma Seehofer für die Bühne ausgebildet. Nachdem sie an der Metropolitan Opera in New York gewirkt und sich an Angelo Neumanns Wagnertournee durch Russland beteiligt hatte, trat sie 1890 in den Verband des Berliner Hofoperntheaters, wo sie bis 1894 verblieb, kam dann ans Hoftheater in Stuttgart, erschien hierauf noch als Gast an hervorragenden Bühnen und zog sich 1897 nach Berlin zurück, wo sie eine Opernschule mit einer eigenen Bühne gründete. 1899 übersiedelte sie nach München, wo sie dramatischen und Gesangsunterricht erteilte.
Am 17. November 1915 eröffnete Henneberg ihre Münchner Kammeroper im Hotel Union an der Barer Straße, die während einiger Jahre bestand, deren Direktion sie aber „infolge finanzieller Schwierigkeiten am 8. Dezember 1916“ niederlegte.
Anna Henneberg galt als geschätzte Sängerin in Alt- und Mezzosopranpartien.